# 福尼 (阿拉巴馬州)
福尼（英語：Forney）是一個位於美國阿拉巴馬州切羅基縣的非建制地區。該地的面積和人口皆未知。

## 地理
福尼的座標為34°05′10″N 85°27′43″W / 34.08611°N 85.46194°W，而該地最高點為海拔高度214米（即702英尺）。